# Швидкісний трамвай Денвера
Швидкісний трамвай Денвера (англ. RTD Rail) — система ліній легкорейкового транспорту в місті Денвер, Колорадо, США. Лінії виходять за межі міста та обслуговують частину Денверської агломерації.

## Історія
Початкова ділянка «30th & Downing» — "I-25 & Broadway" лінії ЛРТ з 14 станцій та довжиною 8,5 км відкрилася у 1994 році, після цього система постійно розвивалася.

### Хронологія подальшого розвитку
- 14 липня 2000 — розширення на південний захід на 14 км та 5 станцій, ділянка «I-25 & Broadway» — "Littleton–Mineral".
- 5 квітня 2002 — розширення до залізничного вокзалу на 3 км та 4 станції, ділянка «10th & Osage» — "Union Station".
- 17 листопада 2006 — розширення на південний схід на 31 км та 13 станцій, ділянка «I-25 & Broadway» — "Lincoln" з відгалуженням до «Nine Mile».
- 28 квітня 2013 — розширення на захід на 19,2 км та 11 станцій, ділянка «Auraria West Campus» — "Jefferson County Government Center–Golden".
- 24 лютого 2017 — розширення на північ на 8 станцій, ділянка «Peoria» — "Nine Mile".

## Лінії
В місті працюють 8 ліній ЛРТ з 52 станцій. Особливістю системи є спільне використання більшості маршрутів різними лініями.
Лінія С — проходить з півночі на південний захід, має 12 станцій. Починається на станції «Union Station» на півночі біля центрального залізничного вокзалу міста, з якого курсують приміські потяги та потяги Amtrak. Далі маршрут лінії проходить на південний захід та закінчується в місті Літлтон. Лінія проходить поблизу більшості спортивних арен міста, таких як Спортс-Ауторіті-Філд-ет-Майл-Хай, Пепсі-центр та інших.
Лінія D — проходить з центра міста на південь, має 12 станцій. Більшість станцій є спільними з лінією С, кінцева станція також розташована у Літлтоні.
Лінія Е — проходить з півночі на південний схід, має 18 станцій. Починається як і Лінія С на «Union Station», після станції I-25 & Broadway відокремлюється на південний схід. Проходить через міста Ґрінвуд-Вілледж, Сентенніал та закінчується на станції «Lincoln» у місті Лон-Трі в окрузі Дуглас.
Лінія F — проходить з центра міста на південний схід, має 18 станцій. Починається разом з лініями D та H у центрі міста. Більшість станцій є спільними з лінією Е, кінцева станція також розташована в Лоун-Трі.
Лінія Н — проходить з центра міста на схід, має 16 станцій. Починається разом з лініями D та F у центрі міста, далі після станції «Southmoor» прямує на схід та закінчується на станції «Florida» в місті Орора.
Лінія L коротка лінія з 6 станцій, що проходить виключно у центрі Денвера. Створена 14 січня 2018 року, шляхом скорочення північної ділянки лінії D.
Лінія R — проходить з півночі на південь повз центр Денвера, має 16 станцій. Починається на станції «Peoria» з якої можливо пересісти на приміські потяги в місті Орора. Далі прямує на південь, маючи спільну ділянку з лінією Н, потім з лініями Е та F, де разом з ним закінчується в Лон-Трі.
Лінія W — прямує з півночі на захід, має 15 станцій. Починається на станції «Union Station» разом з лініями С та Е, після станції «Auraria West», прямує на захід через місто Лейквуд до кінцевої станції «Jefferson County Government Center–Golden» в місті Голден.

## Розвиток
У 2019 році планується відкрити розширення ліній E, F та R далі на південь в місті Лонг-Трі ще на 3 станції.

## Галерея

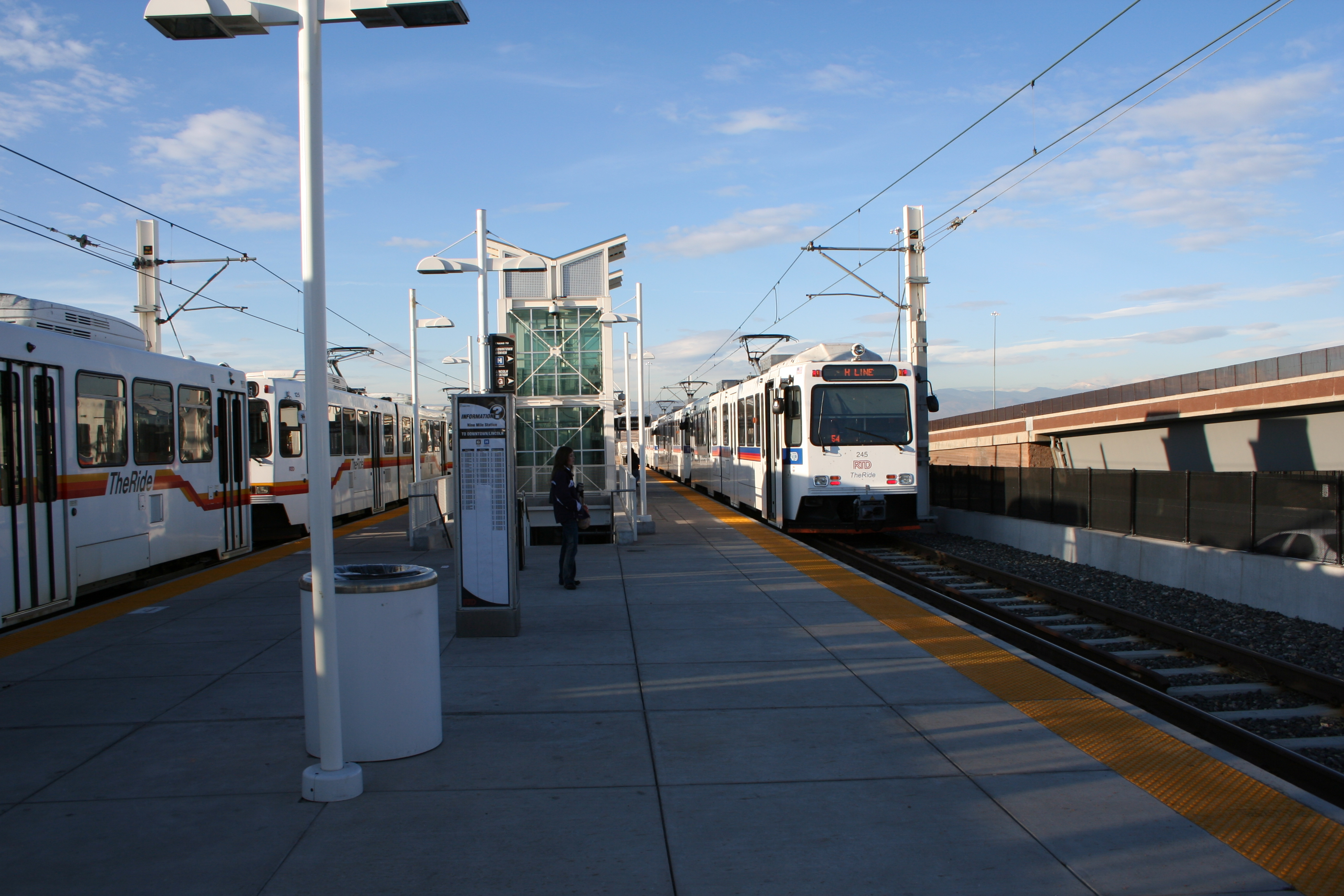
Трамваї на станції «Nine Mile»
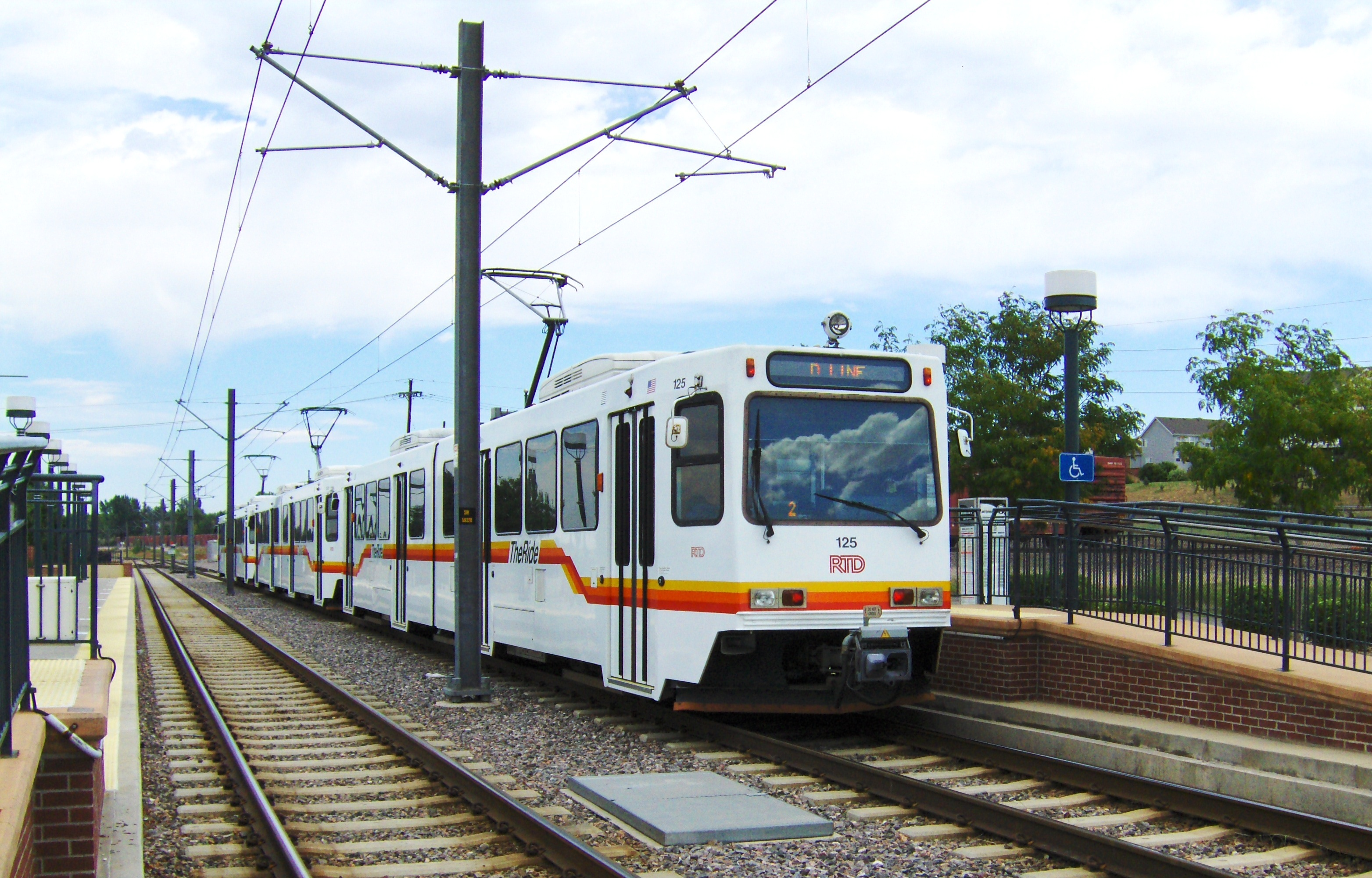
Трамвайний потяг з трьох вагонів на станції «Littleton-Mineral»
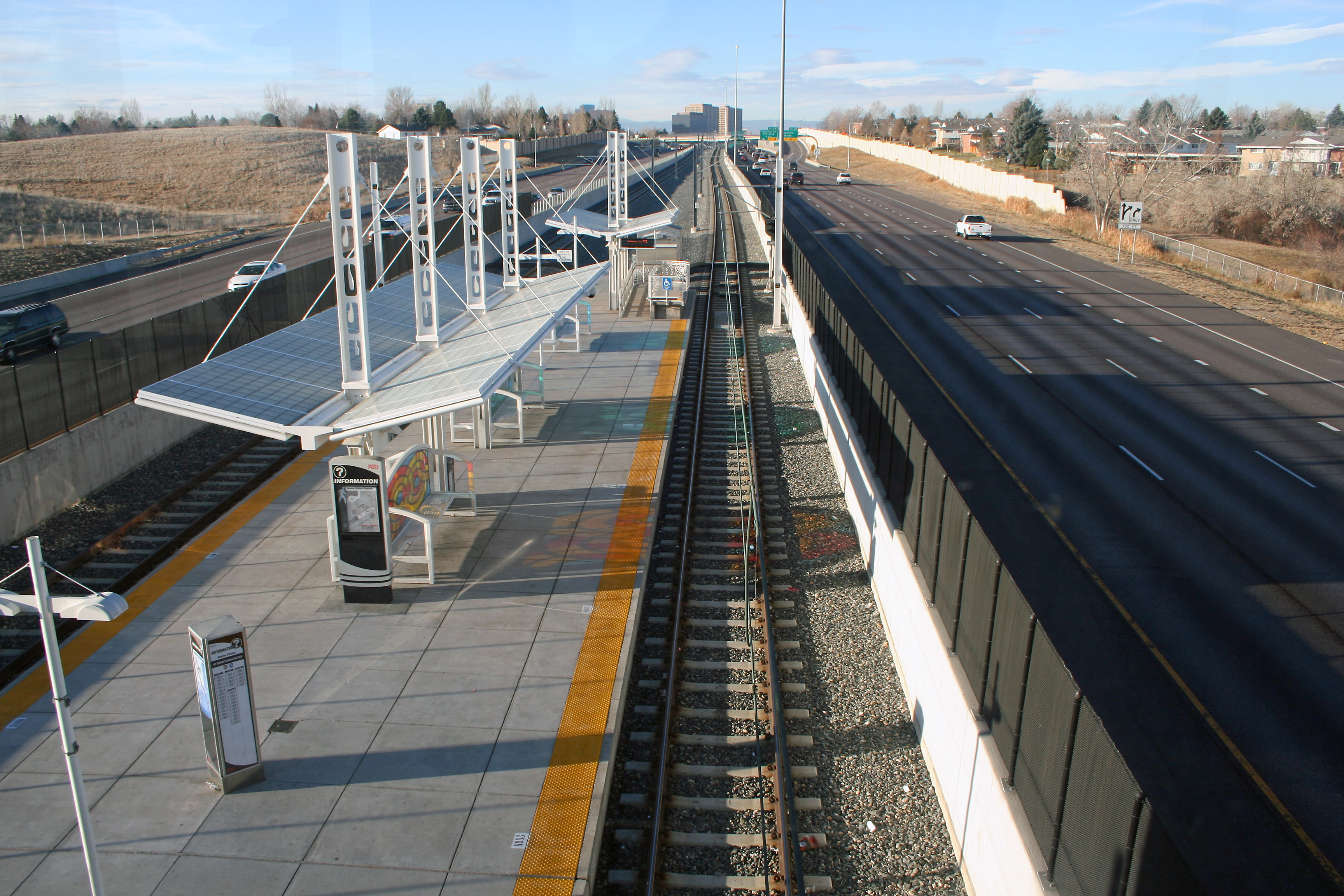
Станція «Dayton», побудована на розокремлюючій смузі шосе